# حسن انکرلی
حسن اَنکُرلی (۱۸۵۴–۱۹۲۵) (نسب: حسن بن محمد موصلی مشهدانی بغدادی) فقیه و نویسنده عراقی بود. از اهالی موصل و علمای آن بود، در بغداد نزد محمود شکری آلوسی و دیگران دانش آموخت. در اواخر زندگی، رئیس کتابخانهٔ کهیه در بغداد، امام مسجد جامع وزیر برگزیده شد. مجموعه آثاری در زبان‌شناسی، فقه، تاریخ و ادبیات نگاشت. کتابخانهٔ شخصی او که همگی شامل نسخه‌های خطی آثار خود می‌شد به کتابخانهٔ اوقاف عامه در تاریخ ۲۰ ژوئن ۱۹۶۶ اهدا شد، ۱۵۴ نسخهٔ خطی. عبدالله جبوری فهرستی از آن نوشت. 